# Cratere Fizeau
Fizeau è un grande cratere lunare di 107,08 km situato nella parte sud-orientale della faccia nascosta della Luna. Tra i crateri vicini più noti si annoverano il Minkowski a ovest-nordovest, e Eijkman a sudovest.
Le pareti interne del bordo sono terrazzate in più punti, soprattutto nella parte settentrionale, mentre il bordo meridionale presenta un taglio alla cui estremità interna si trovano i depositi di una frana. C'è un piccolo ma evidente cratere che giace proprio sul bordo sudovest, con una superficie interna che forma delle terrazze, rendendo quasi invisibile il fondo. Si osservano anche alcuni crateri minori sul confine nordest e ovest-sudovest.
Il fondo di Fizeau è relativamente piatto oltre le terrazze, con soltanto alcuni picchi di modeste dimensioni nella sezione nordoccidentale, e un picco centrale vicino al punto di mezzo. In questa zona ci sono soltanto pochi crateri minori.
Il cratere è dedicato al fisico francese Hippolyte Fizeau.

## Crateri correlati
Alcuni crateri minori situati in prossimità di Fizeau sono convenzionalmente identificati, sulle mappe lunari, attraverso una lettera associata al nome.
| Fizeau | Coordinate             | Diametro (in km) |
| ------ | ---------------------- | ---------------- |
| C      | 56°04′48″S 128°54′36″W | 20,59            |
| F      | 58°11′24″S 124°37′48″W | 19,15            |
| G      | 58°59′24″S 124°33′36″W | 55,38            |
| Q      | 59°37′12″S 136°35′24″W | 26,9             |
| S      | 58°39′36″S 140°25′48″W | 64,08            |